# リロングウェ
リロングウェ（英語: Lilongwe, チェワ語発音: IPA: [ɽiˈɽoᵑɡʷe] リロングェ）は、マラウイの首都であり、国土のほぼ中央に位置する東西・南北の交通の合流点である。マラウイの政治の中心であり、経済の中心である南部のブランタイヤと対をなす。人口約107万人（2015年）。
また、リロングウェ県 (Lilongwe District) は、6,159 km²の面積を持ち、1,346,360人の人口を擁する県であり、中心の町はリロングウェ市である。リロングウェ市を囲んで住宅地が広がっており、地域ごとに不規則に番号が割り振られている。

## 歴史
1904年に英領ニヤサランドの北部支所設置に伴って建設されたのが町の始まりである。1920年代より、マラウイ内で生産された葉タバコの加工と出荷、トウモロコシやラッカセイの生産によってリロングウェは成長する。葉タバコは国外にも出荷され、現在でもマラウイの主要輸出品となっている。マラウイ内の都市の中でも、リロングウェは植民地経営の色彩が薄く、これが後に首都に選定される一因にもなる。
1964年にリロングウェはゾンバに代わるマラウイの首都に選定された。移転が決定される前の旧市街には約20,000人が居住しており、首都建設に伴って6,000世帯が移転する。1966年、首都建設に必要な費用を調達するため、マラウイ政府は南アフリカ共和国から融資を受けるが、当時の南アフリカ共和国ではアパルトヘイト政策が実施されており、周辺のアフリカ諸国から批判を受けた。
1969年から政府の建設や施設の建設が始まり、1975年にマラウイの正式な首都に定められる。リロングウェが新たな首都に定められてからも国会は旧都のゾンバで開かれており、1994年になって国会がリロングウェに移転した。1993年に勃発した陸軍とバンダ大統領派の軍事衝突では、リロングウェ市街も損害を受けた。

## 地理

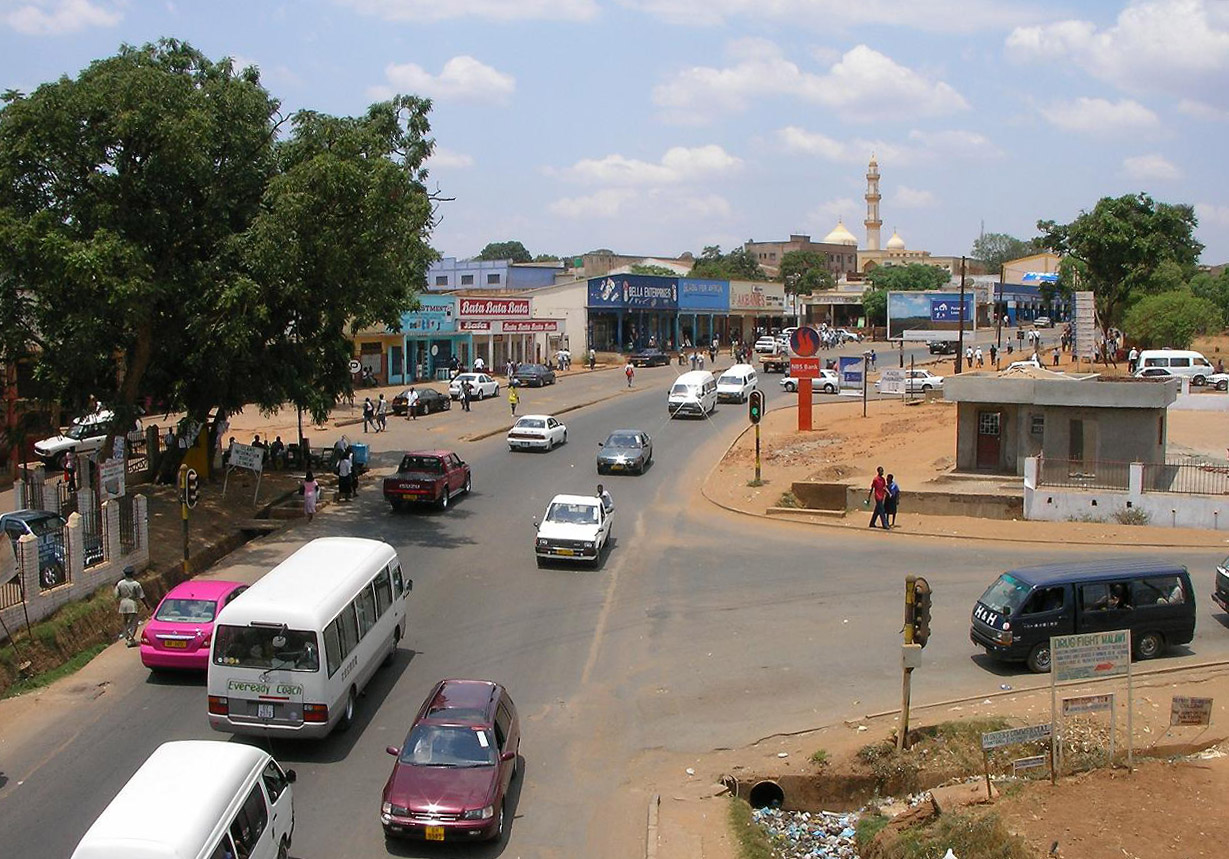
リロングウェ

リロングウェ県は、東側がサリマ、西側がムチンジ、北側がドーワ、北西側がカスング、南東側がデッザ、南側がモザンビークのチフンデ (Chifunde)、マカンガの各ディストリクト（県）に囲まれている。リンガジ川 (Lingadzi river)、リクニ川 (Likuni river) 等の川がリロングウェ市内でリロングウェ川に合流し東に流れ、サリマ県に入りマラウイ湖に注いでいる。町はリロングウェ川とリンガジ川に挟まれた地域内で発達している。

### 市内
キャピタル・ヒルという丘に官公庁の建物が建ち並び、丘の周囲は閑静なオフィス街、その外には雑木林が広がる。キャピタル・ヒルの北には工業地区、南には旧市街が存在する。

### 気候
リロングウェは標高1,083mほどの高原に位置する。マラウイでは暑い乾季といわれる10月・11月が最も暑い時期だが、それでも平均気温は23度前後である。5月から8月頃が平均気温では15度から18度程度で涼しい時期であり、1年の平均気温は20度程度である。
| リロングウェの気候     | リロングウェの気候 | リロングウェの気候 | リロングウェの気候 | リロングウェの気候 | リロングウェの気候 | リロングウェの気候 | リロングウェの気候 | リロングウェの気候 | リロングウェの気候 | リロングウェの気候 | リロングウェの気候 | リロングウェの気候 | リロングウェの気候 |
| 月                     | 1月                | 2月                | 3月                | 4月                | 5月                | 6月                | 7月                | 8月                | 9月                | 10月               | 11月               | 12月               | 年                 |
| ---------------------- | ------------------ | ------------------ | ------------------ | ------------------ | ------------------ | ------------------ | ------------------ | ------------------ | ------------------ | ------------------ | ------------------ | ------------------ | ------------------ |
| 最高気温記録 °C （°F） | 32 (90)            | 31 (88)            | 31 (88)            | 30 (86)            | 31 (88)            | 29 (84)            | 28 (82)            | 31 (88)            | 33 (91)            | 35 (95)            | 36 (97)            | 33 (91)            | 36 (97)            |
| 平均最高気温 °C （°F） | 26 (79)            | 26 (79)            | 26 (79)            | 26 (79)            | 25 (77)            | 23 (73)            | 23 (73)            | 25 (77)            | 27 (81)            | 30 (86)            | 30 (86)            | 27 (81)            | 26 (79)            |
| 平均最低気温 °C （°F） | 17 (63)            | 17 (63)            | 16 (61)            | 13 (55)            | 10 (50)            | 7 (45)             | 6 (43)             | 7 (45)             | 11 (52)            | 14 (57)            | 16 (61)            | 17 (63)            | 12 (54)            |
| 最低気温記録 °C （°F） | 12 (54)            | 11 (52)            | 10 (50)            | 4 (39)             | 2 (36)             | −1 (30)            | −3 (27)            | −1 (30)            | 1 (34)             | 8 (46)             | 11 (52)            | 10 (50)            | −3 (27)            |
| 降水量 mm （inch）     | 200 (7.87)         | 210 (8.27)         | 130 (5.12)         | 30 (1.18)          | —                  | —                  | —                  | —                  | —                  | —                  | 70 (2.76)          | 170 (6.69)         | —                  |
| 出典：Weatherbase      |                    |                    |                    |                    |                    |                    |                    |                    |                    |                    |                    |                    |                    |

## 人口
| 年     | 人口    |
| ------ | ------- |
| 1930年 | 5,000   |
| 1977年 | 98,718  |
| 1987年 | 223,318 |
| 1998年 | 435,964 |
| 2008年 | 669,021 |
| 2012年 | 781,538 |

著しい人口増加が続いており、2018年には約99万人に達した。人口の半数はチェワ族であり、ンゴニ族がそれに次いでいる。

## 交通

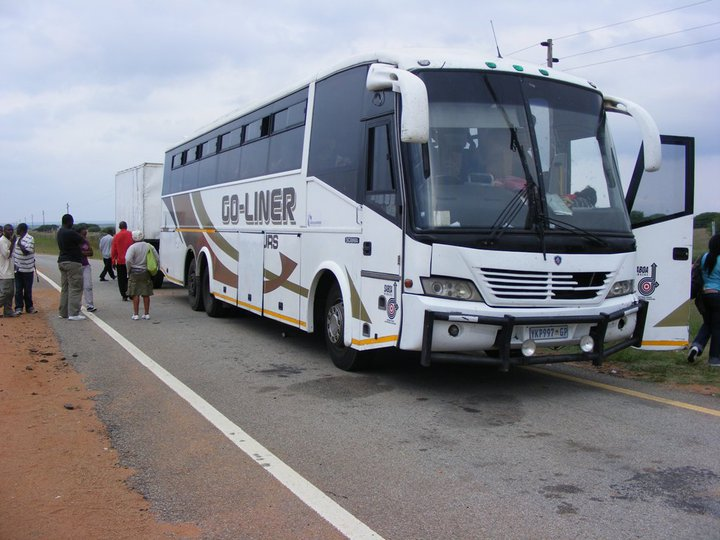
リロングウェとヨハネスブルグを結ぶバス

1970年代初頭にリロングウェとブランタイヤを結ぶ自動車道路が開通した。主要な道路は、M1（国道1号線）が北-南東方向に貫通し、東のサリマ方面へM14、西のムチンジ方面へM12、北のドーワ、ンチシ方面へM7の各国道が通っている。M12は、ザンビア国境でザンビアの国道ルサカ方面の道路につながっている。市内及び近郊へは、ミニバスが多数運行されている。なお、ミニバスの多くは、ハイエースなどの日本の中古車である。
町から北に28km離れた場所にはカムズ国際空港（リロングウェ国際空港）が置かれている。ナイロビ、ヨハネスブルグ、アディスアベバなどの都市との間で直行便が運航されている。
市内にはマラウイ鉄道が通っているが、現在は貨物のみの扱いである。

## 教育

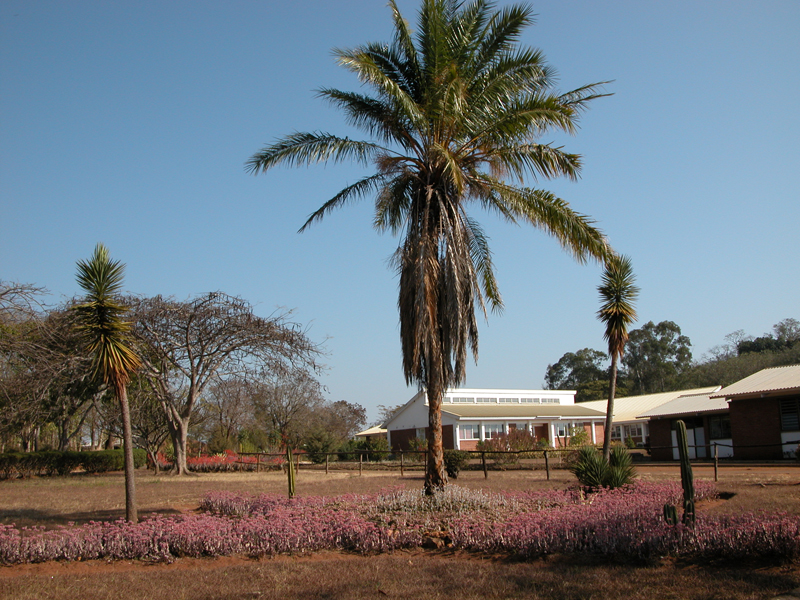
マラウイ大学

リロングウェはマラウイの教育の中心地でもある。多くの教育機関がリロングウェに本部を置いており、代表的なものとして以下の機関がある。
- マラウイ大学
  - ブンダ農業学部 (Bunda College of Agriculture)
  - カムズ看護学部 (Kamuzu College of Nursing)
- マラウイ経営研究所 (The Malawi Institute of Management, MIM)
- リロングウェ・テクニカル・カレッジ (Lilongwe Technical College)

## 観光
1997年に亡くなったマラウイの初代大統領ヘイスティングズ・カムズ・バンダの墓がキャピタル・ヒル近隣の雑木林に建てられている。墓はごく簡素な造りであり、ビング・ワ・ムタリカ大統領の時代に入って修復された。
他にはキャピタル・ヒル周辺の植物園、自然保護園、中華民国の援助によって建てられた中国庭園が挙げられる。また、市外の国立公園、自然保護区、動物保護区へは簡単にアクセスできる。

## 姉妹都市
- ルサカ（ザンビア）
- ハラレ（ジンバブエ）
- カイロ（エジプト）
- 台北市（中華民国）